# Надежда II
«Надежда II» (нем. Die Hoffnung II) — картина австрийского художника-символиста Густава Климта, написанная маслом на холсте с использованием золота и платины в 1907—1908 годах. На полотне изображена беременная женщина с закрытыми глазами. Это вторая подобная работа Климта, посвящённая теме беременной женщины. На обеих изображена Герма, одна из его любимых натурщиц. Изначально «Надежда II» была названа самим Климтом «Видением», но впоследствии получение именование «Надежда II» по первой картине с беременной Гермой — «Надежде», соответственно ныне известной как «Надежда I». В 1978 году «Надежда II» была приобретена нью-йоркским Музеем современного искусства.
В «Надежде I», написанной в 1903 году, Герма изображена обнажённой. В «Надежде II» она одета в длинное платье или плащ, украшенный геометрическими фигурами. У неё длинные каштановые волосы и закрытые глаза. Голова наклонена к обнажённой груди и растущему животу. Человеческий череп, олицетворяющий смерть, выглядывает из-за её живота. Возможно, он символизирует опасность родов или, может быть, служит напоминанием о смерти. В «Надежде I» Герма также изображена вместе с черепом и несколькими похожими на смерть фигурами. Внизу полотна «Надежда II» расположились три женщины, также склонившие свои головы, словно молясь или, возможно, скорбя.
Полотно имеет квадратную форму с размерами 43,5 на 43,5 см. Женщины занимают центральную треть картины, остальные две трети составляет более тёмный фон с золотыми крапинками по бокам. Женская одежда, украшенная сусальным золотом наподобие произведения византийского искусства, пестрит красками и узорами. Но она плоская как на православной иконе и контрастирует с тонко нарисованными и очерченными человеческими лицами и обнажённой плотью, а также с более тёмными тонами фона.
«Надежда II» выставлялась на первой Венской художественной выставке в 1908 году. В то же время «Надежда I» из-за скандальной наготы её центральной фигуры была представлена публике лишь на второй Венской художественной выставке, прошедшей уже год спустя.
Картина была приобретена Евгенией Примавези в период до декабря 1914 года. В конце 1930-х годов она была продана Галереей у Святого Стефана Отто Каллира или его наследницей Витой Кюнстлер. Полотно оставалось в частных коллекциях до 1978 года, когда оно было продано Гансом Барнасом. Ныне «Надежда II» хранится в коллекции Музея современного искусства в Нью-Йорке (США).